# Herbort z Kolovrat
Herbort či též Herburt, svobodný pán z Kolovrat, později Mašťovský z Kolovrat (německy Herbort Freiherr von Kolowrat, před rokem 1375–1420 nebo 1427)) byl český šlechtic z rodu Kolovratů, zakladatel mašťovské linie rodu (Mašťovští z Kolovrat).

## Život
Narodil se jako pátý syn Albrechta staršího z Kolovrat (1380–1404) a měl několik sourozenců:
- Albrecht († 1416), zakladatel linií libštejnské a krakovské,
- Mikuláš († 1392), zakladatel linie kornhauzské (mšecké) a žehrovské,
- Purkart († asi roku 1410), praotec linií bezdružické a nowohradské,  zůstaviv z manželky Bonuše tři syny, Purkarta, Alše a Jana řečeného Kobík.
- Aleš († 1422) Tento (Aleš) držel  v r. 1401-20 Březno a zůstavil († 1422) jedinou dceru Dorotu.
- Maruška († asi 1419), provdaná za Duška ze Žirotína na Pnětlukách (1372–1414).

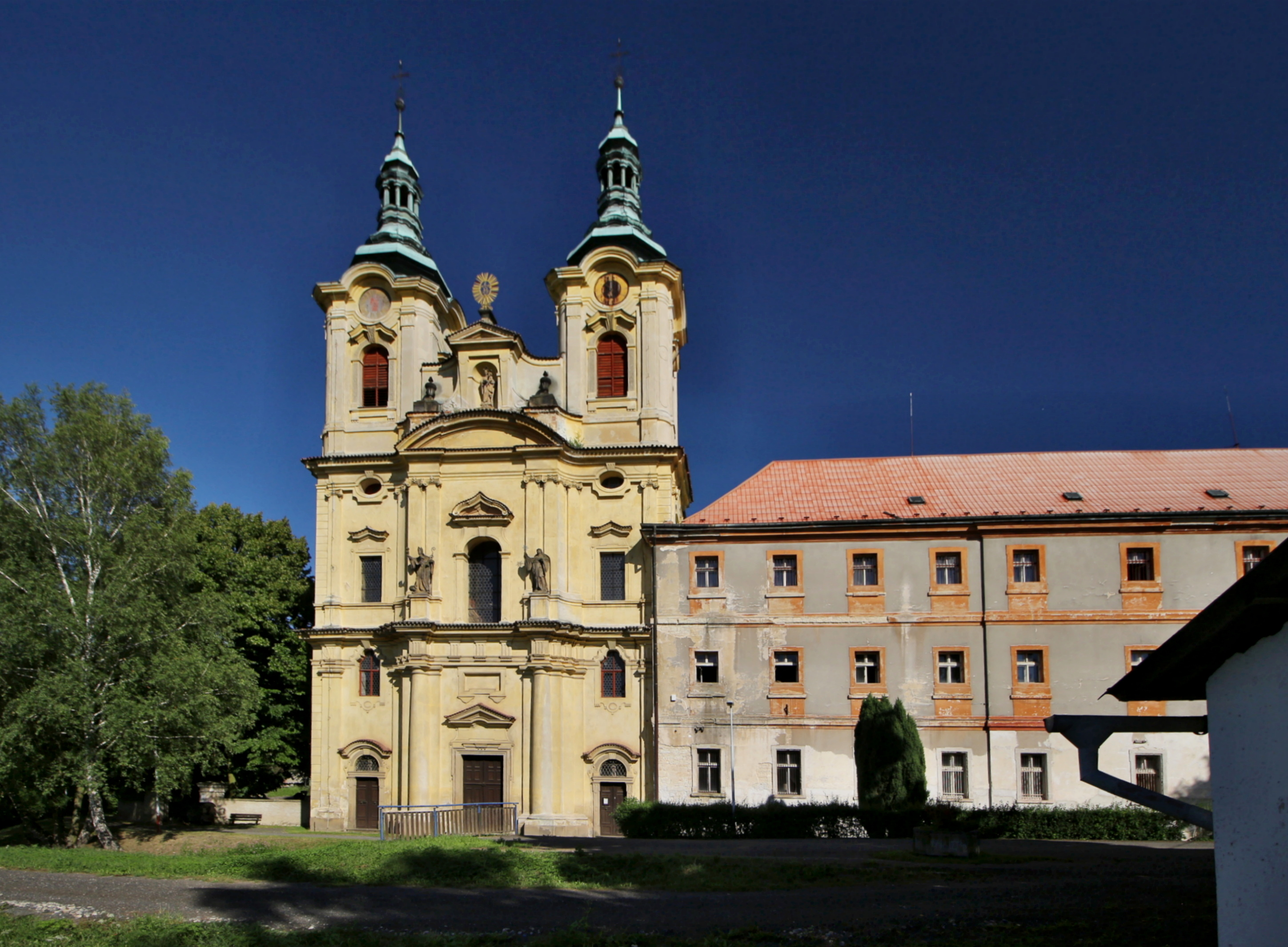
Ročovský klášter s kostelem Nanebevzetí Panny Marie

Otec Albrecht byl zakladatelem augustiniánského kláštera v Dolním Ročově, v roce 1373, jehož fundace byla potvrzena králem Karlem IV. a o rok později také papežem Řehořem XI. v Avignonu. Pan Albrecht se zavázal k financování a zajištění kláštera, přitom však pro sebe i své potomky zajistil právo disponibility a dohledu nad klášterními statky.
Dne 6. srpna 1380 vydal pan Albrecht z Kolowrat společně se svými třemi syny Albrechtem mladším, Purkartem a Herbortem zakládací listinu pro již existující klášter. Opatřili jej pozemkovým majetkem, platem i naturálními dávkami.
V letech 1402–1403 byl Herbort chebským hejtmanem. V roce 1403 Herborta král Václav IV. jmenoval přísedícím královského soudu a později nejvyšším soudcem. Tento úřad byl založen ještě králem Karlem IV., který po svém návratu z Itálie v roce 1355, ve snaze zjednat pořádek v zemi po létech řádění loupeživých rytířů, vytvořil v každém kraji soudcovský úřad. Král Václav úřad obnovil poté, co se v zemi znovu projevil duch nesvornosti a pro Litoměřický kraj byl soudcem ustanoven Herbort. 
Herbort se mj. přátelil Janem Husem, který na své osudné cestě do Kostnice strávil několik dní na Herbortově pohostinném hradu Krakovci.
Herbort držel Černomice a Ročov.

### Manželství a rodina
Herbort byl ženatý s Kateřinou z Dubé, s níž měl syny Jana (z Ročova) a Beneše řečeného Svině, jenž měl Ročov a Pnětluky, okolo roku 1427 postavil hrad Držemberk a v roce 1454 získal rodový statek Mašťov. Buď on nebo syn jeho založil na Ročovsku nový hrad Pravdu.